# دوغ توماس
دوغلاس كيم توماس الثاني (بالإنجليزية: Douglas Kim Thomas II) (ولد في 20 سبتمبر 1983) هو لاعب كرة سلة أمريكي محترف، لعب آخر مرة مع ميسيسوجا بووير في دوري كندا الوطني لكرة السلة. لعب بصفة احترافية في فنزويلا، المكسيك، رومانيا، السويد، والفلبين. في عام 2011، تمت دعوته إلى معسكر تدريبي مع سان أنطونيو سبرز.
كان توماس عضواً في فريق آيوا هوكايز لكرة السلة للرجال حيث حصل على جائزة أفضل لاعب سادس في اتحاد العشرة الكبار. تخرج توماس من جامعة آيوا بدرجة بكالوريوس في الدراسات الإفريقية الأمريكية بعد انتقاله من كلية ساوث إيسترن المجتمعية, حيث لعب أول موسمين من كرة السلة الجامعية.

## المرحلة الثانوية
التحق توماس بمدرسة ثانوية إنغليووود في كاليفورنيا كسنة تحضيرية أخيرة بعد أن كان قد درس في ثانوية باسادينا في السنة السابقة. هناك، اختير مرتين ضمن تشكيلة «كل مؤتمر» في كاليفورنيا. كما تم اختياره لمسابقتي ABE All-Star وHoops at the Beach، وحصل على المرتبة الأولى في «كل دوري» والمرتبة الثانية في اتحاد المدارس الثانوية لكاليفورنيا كسنة ثانية.
قاد توماس فريق مدرسته الثانوية للفوز ببطولة دوري المحيط الهادئ في موسمين متتاليين، حيث بلغ معدله 21 نقطة، 11 متابعة، 7 تمريرات حاسمة و3 صدات في السنة النهائية، و12 نقطة و10 متابعات في السنة الثالثة.

## المدرسة الإعدادية
بعد المرحلة الثانوية، التحق توماس بأكاديمية «كريستيان فيث سنتر» في كريدمر بولاية كارولاينا الشمالية لمدة عام واحد، حيث بلغ معدله 21 نقطة، 12 متابعة و3 صدات في المباراة الواحدة. ساعد فريقه على تحقيق سجل 21–6 في موسمه الوحيد هناك.

## المرحلة الجامعية
وقع توماس خطاب نية للانضمام إلى فريق كرة السلة في جامعة آيوا، لكنه لم يستوفِ معايير القبول. قضى عاميه الأول والثاني لاعباً أساسياً مع كلية ساوث إيسترن المجتمعية في برلنغتون بولاية آيوا. هناك ساعد فريقه على تحقيق سجل إجمالي 69–5 على مدار عامين، وفاز ببطولتين وطنيتين متتاليتين. بلغ معدله 10.1 نقاط و6.7 متابعات في سنته الثانية، وشارك أساسياً في 29 من أصل 31 مباراة ولديه نسبة تسديد 49٪. كما تصدر جميع اللاعبين بـ13 متابعة في المباراة النهائية الوطنية، وهو رقم يعادل سادس أعلى حصيلة في تاريخ المباريات النهائية. في سنته الأولى، بلغ معدله 10.5 نقاط و5.9 متابعات وساعد فريقه على تحقيق سجل إجمالي 37–1. تم إيقافه مؤقتاً في عام 2003 بسبب اعتقاله بتهم اعتداء مسبب للإصابة وحيازة مخدرات.
في سنته الثالثة بـجامعة آيوا، لعب توماس 32 مباراة (أساسياً في اثنتين منها)، بمعدل 4.6 نقاط و4.8 متابعات في المباراة، وبنسبة تسديد بلغت 52.9٪. سجل 5 نقاط و9 متابعات أمام جامعة سينسيناتي في بطولة الرابطة الوطنية، كما سجل 7 نقاط و11 متابعة (أعلى رقم له في الموسم) ضد «ميشيغان ستيت» في بطولة اتحاد العشرة الكبار.

## المسيرة الاحترافية
في عام 2006، وقّع توماس مع نادي بي بي سي مونتي السويسري لموسم 2006–07، وغادره في مايو 2007. وفي العام نفسه، انضم إلى فينيكس صنز للمشاركة في معسكره التدريبي، ثم التحق بفريق آيوا إنرجي في دوري الرابطة الوطنية لتطوير كرة السلة لموسم 2007–08. شارك أساسياً في 36 مباراة من أصل 50، وحقق معدلاً قدره 10 نقاط، و6 متابعات، وتمريرة حاسمة واحدة، إضافة إلى صدّة واحدة، بنسبة تسجيل بلغت 51٪ من الملعب.
في مايو 2008، انضم إلى تروتاموندوس دي كارابوبو الفنزويلي. وفي وقت لاحق من العام نفسه، شارك مع شيكاغو بولز في دوري كرة السلة الصيفي لعام 2008.
في يناير 2009، وقّع مع نادي سوندسفال دراغونز السويدي حتى نهاية موسم 2008–09. وفي وقت لاحق من ذلك العام، شارك مع أوكلاهوما سيتي ثاندر في دوري كرة السلة الصيفي لعام 2009، ثم التحق بفريق أبيخاس دي غواناخواتو المكسيكي، لكنه غادر بعد مباراتين فقط. وفي ديسمبر 2009، انضم إلى رينو بيغهورنز حتى نهاية موسم 2009–10. وأعيد التعاقد معه لموسم 2010–11.
في عام 2011، انضم إلى كيرشهايم نايتس الألماني، لكنه غادر بعد خمس مباريات فقط. وفي أكتوبر 2011، عاد إلى صفوف بيغهورنز. وفي 10 ديسمبر 2011، وقّع مع سان أنطونيو سبيرز للمشاركة في معسكره التدريبي. إلا أنه تم الاستغناء عنه في 18 ديسمبر. ثم عاد إلى بيغهورنز قبل أن يغادر مجدداً في يناير 2012. وفي الشهر نفسه، انضم إلى بيترون بليز بوسترز في الرابطة الفلبينية لكرة السلة. وفي مارس 2012، انضم إلى آيوا إنرجي مجدداً.
في صيف 2012، انضم إلى نادي الكويت الكويتي، ثم وقّع مع أورانج كاونتي نوفاستارز في نوفمبر من العام نفسه. وفي ديسمبر 2012، وقّع مع غواروس دي لارا الفنزويلي لموسم 2013، لكنه غادر بعد خمس مباريات فقط في مارس من العام نفسه.
في نوفمبر 2013، انضم إلى بيكرسفيلد جام. كما لعب في عام 2014 لصالح نورث دالاس فاندالز في دوري ABA.
وفي فبراير 2015، وقّع مع ميسيسوغا باور في دوري كرة السلة الوطني الكندي.

### بطولة كرة السلة
في عام 2017، شارك توماس مع فريق The CITI Team في بطولة كرة السلة. وتُعد البطولة حدثًا سنويًا تبلغ جائزتها مليوني دولار تُمنح للفريق الفائز فقط، ويتم بثها على إي أس بي أن.

## روابط خارجية
- دوغ توماس على موقع كرة السلة الأوروبية.كوم (الإنجليزية)
- دوغ توماس على موقع كلية كرة السلة في سبورتس رفرنس.كوم (الإنجليزية)
- دوغ توماس على موقع ريلجم (الإنجليزية)
- دوغ توماس على موقع سبورتس رفرنس (الإنجليزية)